# Cour-sur-Loire

Cour-sur-Loire este o comună în departamentul Loir-et-Cher, Franța. În 1 ianuarie 2022 avea o populație de 252 de locuitori.